# Traian Mihăilescu
Traian Mihǎilescu (n. 17 noiembrie 1916, Brăila – d. 19 mai 1975, Iași) a fost un dirijor, compozitor, violonist și profesor român, membru fondator al unor importante instituții muzicale, membru al Uniunii Compozitorilor și Muzicologilor din România.

## Biografie

### Educație și carieră[1][2]
Primele noțiuni de educație muzicală le primește la Societatea Filarmonică Lyra din Brăila, unde începe studiile de vioară la vârsta de zece ani cu profesorul Petrică Jean, directorul de muzică al societății.
După terminarea studiilor secundare la Liceul N. Bălcescu (1938–1942), părăsește Brăila, pentru a-și desăvârși studiile în București, la Conservatorul de Muzică și Artă Dramatică.. Acolo are șansa de a studia cu profesori și artiști ai timpului de mare clasă, printre care Ionel Perlea la dirijorat, Mihail Jora la compoziție, Theodor Rogalski la orchestrație, Dimitrie Cuclin la istoria muzicii, Alfred Alessandrescu la armonie & contrapunct, precum și Nicolae Buicliu. Fiind foarte apreciat de către Ionel Perlea, Traian este chemat pe post de asistent al acestuia la Teatro alla Scala din Milano în Italia. Cu pașaportul în buzunar și gata de plecare, Traian Mihăilescu decide să abandoneze în ultimul moment.
Între anii 1941 și 1943 colaborează cu orchestra simfonică a Radiodifuziunii Române, unde își începuse cariera de violonist. Tot atunci, sub bagheta maestrului Traian Mihăilescu și alături de Orchestra de Cameră a Asociației Creștine a Tinerilor din România, își face debutul pe scena Ateneului Român, la vârsta de 18 ani (1941), viitorul violonist de faimă, Ion Voicu.
În 1946 Traian Mihăilescu este angajat ca dirijor la Teatrul de Operă și Balet din București, dar un an mai târziu preferǎ să se stabilească la Timișoara, unde își poate urma vocația de promotor, devenind unul din membrii fondatori al Operei Române din Timișoara.
El este cel care va introduce în repertoriul noului teatru liric o diversitate de genuri: prima operetă, „Casa cu Trei Fete” de Franz Schubert (5 iunie 1947); primul spectacol autentic de balet în trei acte, „Coppélia" de Léo Delibes (30 martie 1948); „Invitație la Vals” de Carl Maria von Weber, o montare coregrafică a acestei piese simfonice. Lista cu întâietăți repertoriale semnate de Traian Mihăilescu continuă cu premiera operei comice „Bărbierul din Sevilla" de Gioachino Rossini (13 mai 1948). Montarea primei opere ruse îl are iarăși la pupitru pe Traian Mihăilescu: „Evghenii Oneghin" de Piotr Ilici Ceaikovski (2 decembrie 1948), urmată curând de primul balet rus, „Șeherezada" de Rimski-Korsakov (14 aprilie 1949). Folosind același tip de raționament, T. Mihăilescu dirijează și prima operă franceză „Lakmé" a compozitorului Léo Delibes.

În 1954, după opt ani de activitate inovatoare bogată, se reîntoarce în București ca dirijor la Teatrul de Stat de Operetă din București. Aici devine parte integrală dintr-un colectiv artistic care consecutiv va fi recunoscut drept „Generația de aur a lui Ion Dacian”, împreună cu alți dirijori de renume precum Gherase Dendrino și Liviu Cavassi. La Teatrul de Operetă, Traian Mihăilescu rămâne până în anul 1962, când, în urma unui dezacord cu directorul atotputernic al zilei (Ion Dacian), se transferă la Opera de Stat din Iași proaspăt înființată cu 6 ani mai devreme, în 1956. În Iași, va desfășura o activitate bogată ca prim dirijor, compozitor, profesor de vioară la Liceul de Muzică și Arte Plastice „Octav Băncilă”, profesor titular al catedrei de orchestrație a Conservatorului „George Enescu” din Iași. Va colabora de asemeni intens cu Filarmonica „Moldova", nu numai în calitate de dirijor dar și de compozitor: parte din compozițiile proprii sînt prezentate in primă audiție de către orchestra Filarmonicii. 
În „Orașul marilor iubiri”, oraș pentru care a avut o afecțiune profundă, Traian Mihăilescu se stinge din viață subit și prematur, la 19 mai 1975. Moartea sa a constituit o grea pierdere pentru viața muzicală  românească, pe care a slujit-o cu pasiune și devotament timp de peste trei decenii. Este înmormântat la cimitirul Sf. Vineri din București.

## Compoziții
Paralel cu activitatea dirijorală și didactică, Traian Mihăilescu s-a dedicat cu ardoare artei componistice. A creat muzică de operă, de cameră, simfonică și coral-instrumentală. Printre creațiile sale se numără: 

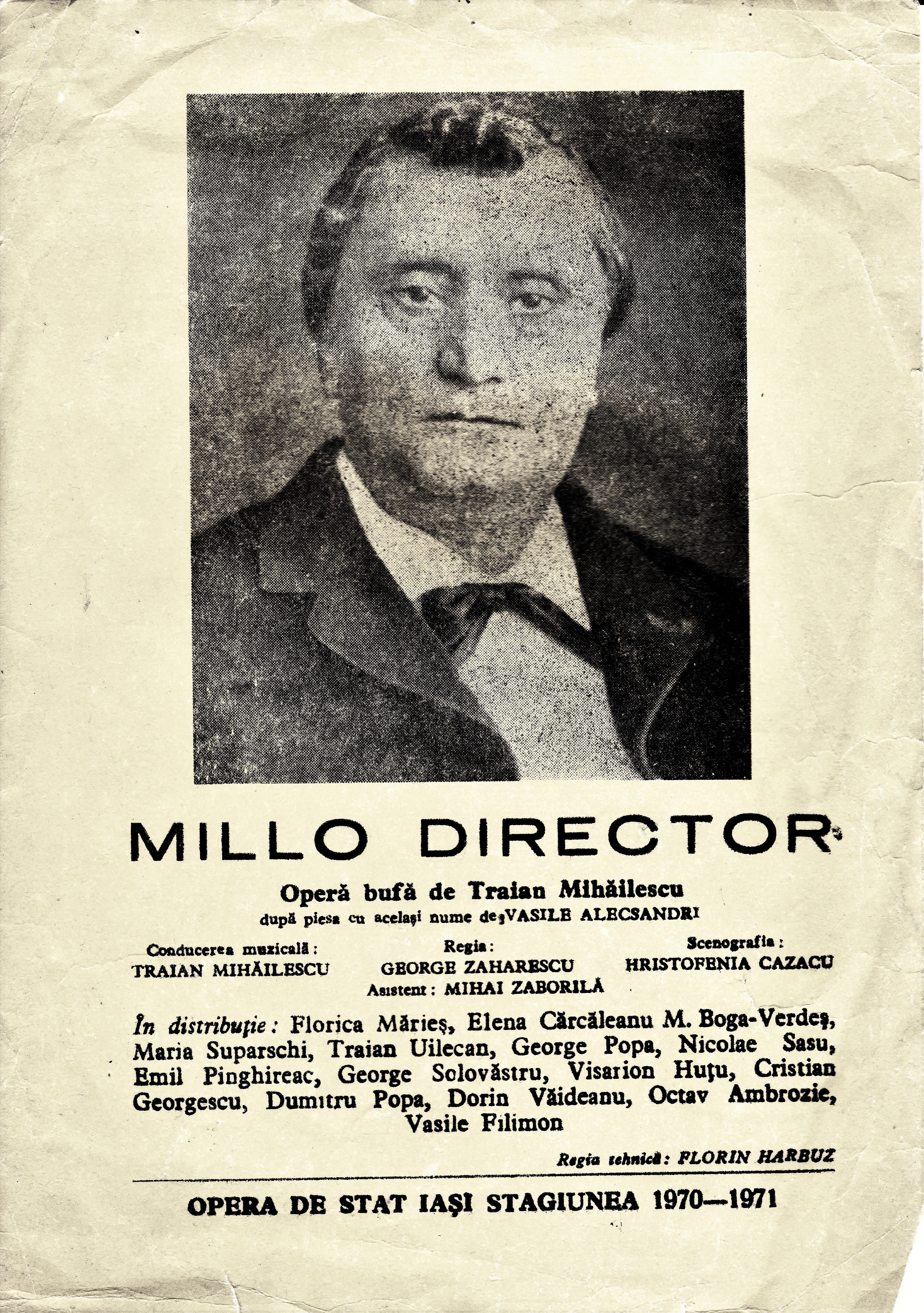
Afișul premierei „Millo Director"

- Poveste de dragoste (1950), poem simfonic pentru balet
- Nocturnă (1950), piesă pentru pian
- Baladă (1950), piesă pentru voce și pian
- Arion (1953), poem pentru pian și canto pe versuri de Pușkin
- Cvartet liric (1966), în sol major
- Orașul meu (1969), lied-romanță pe versuri de George Lesnea dedicat Iașului
- Cântec ostășesc (1969) marș de picior pentru voci
- Millo Director (1969), opera buffa după Vasile Alecsandri (premiera absolută: 28 aprilie 1969, Opera de Stat din Iași)
- Emoție în familie (1971), micro-operă lirico-comică
- Trei miniaturi (1973), piese mici pentru pian
- Floare partidului (1974), cântec de masă pentru cor mixt și orchestră
- Cantilenă (1976), frescă simfonică pentru cor și orchestră pe versuri de Dan Botta (premiera: 4 iunie 1976, Filarmonica de Stat „Moldova” din Iași.
- Trei gânduri (1975), suită simfonică (prima auditie: 6 februarie 1984, Filarmonica de Stat Arad, dirijor Nicolae Boboc

## Discografie
- 1983: Eduard Caudella:  Dochia, Baladă Pentru Orchestră / Amintiri Din Carpați / „Petru Rareș”, Operă, LP, (Electrecord ST-ECE 02103)